# 16e étape du Tour d'Italie 2025
Pour un article plus général, voir Tour d'Italie 2025.
La 16e étape du Tour d'Italie 2025 se déroule le mardi 27 mai 2025 entre Piazzola sul Brenta, en Vénétie, et San Valentino-Brentonico, dans le Trentin-Haut-Adige, sur une distance de 199 km.

## Parcours
Après une journée de repos, les coureurs reprennent la course avec une importante étape de montagne comportant cinq cols dont trois répertoriés en 1re catégorie. Le dernier col est franchi après 18,3 km de montée menant à la ligne d'arrivée tracée dans le hameau d'altitude de San Valentino dans la commune de Brentonico, à l'est du lac de Garde.

## Déroulement de la course
Le début d’étape se court dans des conditions météorologiques très difficiles. Une grosse échappée initialement constituée de 24 coureurs fait la course en tête et compte un avantage maximal de neuf minutes sur le peloton à 50 kilomètres du terme. Cette échappée perd de nombreux éléments lors de l'ascension de Santa Barbara pour ne plus compter que six hommes en tête au franchissement de ce col à 35 km de l'arrivée. Situation similaire dans le peloton qui explose dans la montée de ce col avec comme principal victime Juan Ayuso, lâché, alors que Primož Roglič a abandonné une quarantaine de kilomètres plus tôt. Lors de la montée finale vers San Valentino, les deux équipiers de XDS Astana Christian Scaroni et le maillot bleu Lorenzo Fortunato finissent par se retrouver seuls en tête à 8 kilomètres du sommet. Ce duo italien continue jusqu'à la ligne d'arrivée où Scaroni l'emporte. Cette dernière ascension fait aussi beaucoup de dégâts parmi le groupe des favoris, éparpillé et dominé par Richard Carapaz alors qu'Isaac Del Toro, décroché à 3,8 km du sommet, perd 1 min 36 sec sur l'Équatorien mais sauve son maillot rose.

## Résultats

### Classement de l'étape
| \| Classement de l'étape \| Classement de l'étape \| Classement de l'étape \| Classement de l'étape \| Classement de l'étape \| \| Coureur \| Coureur \| Pays \| Équipe \| Temps \| \| --------------------- \| --------------------- \| --------------------- \| -------------------------- \| --------------------- \| \| 1er \| Christian Scaroni \| Italie \| XDS Astana Team \| 5 h 35 min 05 s \| \| 2e \| Lorenzo Fortunato \| Italie \| XDS Astana Team \| + 0 s \| \| 3e \| Giulio Pellizzari \| Italie \| Red Bull-Bora-Hansgrohe \| + 55 s \| \| 4e \| Richard Carapaz \| Équateur \| EF Education-EasyPost \| + 1 min 10 s \| \| 5e \| Derek Gee \| Canada \| Israel-Premier Tech \| + 1 min 23 s \| \| 6e \| Jefferson Cepeda \| Équateur \| Movistar Team \| + 1 min 43 s \| \| 7e \| Michael Storer \| Australie \| Tudor Pro Cycling Team \| + 1 min 52 s \| \| 8e \| Simon Yates \| Royaume-Uni \| Team Visma \\| Lease a Bike \| + 1 min 52 s \| \| 9e \| Gijs Leemreize \| Pays-Bas \| Team Picnic-PostNL \| + 2 min 19 s \| \| 10e \| Yannis Voisard \| Suisse \| Tudor Pro Cycling Team \| + 2 min 31 s \| |                   |             |                            |                 |
| |                   |             |                            |                 |
| Source : ProCyclingStats |                   |             |                            |                 |
| Classement de l'étape |                   |             |                            |                 |
| Coureur | Coureur           | Pays        | Équipe                     | Temps           |
| 1er | Christian Scaroni | Italie      | XDS Astana Team            | 5 h 35 min 05 s |
| 2e | Lorenzo Fortunato | Italie      | XDS Astana Team            | + 0 s           |
| 3e | Giulio Pellizzari | Italie      | Red Bull-Bora-Hansgrohe    | + 55 s          |
| 4e | Richard Carapaz   | Équateur    | EF Education-EasyPost      | + 1 min 10 s    |
| 5e | Derek Gee         | Canada      | Israel-Premier Tech        | + 1 min 23 s    |
| 6e | Jefferson Cepeda  | Équateur    | Movistar Team              | + 1 min 43 s    |
| 7e | Michael Storer    | Australie   | Tudor Pro Cycling Team     | + 1 min 52 s    |
| 8e | Simon Yates       | Royaume-Uni | Team Visma \| Lease a Bike | + 1 min 52 s    |
| 9e | Gijs Leemreize    | Pays-Bas    | Team Picnic-PostNL         | + 2 min 19 s    |
| 10e | Yannis Voisard    | Suisse      | Tudor Pro Cycling Team     | + 2 min 31 s    |

### Points attribués pour le classement par points
| Sprint intermédiaire Piovene Rocchette (km 39,2) | Sprint intermédiaire Piovene Rocchette (km 39,2) | Sprint intermédiaire Piovene Rocchette (km 39,2) | Sprint intermédiaire Piovene Rocchette (km 39,2) | Sprint intermédiaire Piovene Rocchette (km 39,2) |
| ------------------------------------------------ | ------------------------------------------------ | ------------------------------------------------ | ------------------------------------------------ | ------------------------------------------------ |
|                                                  | Coureur                                          | Pays                                             | Équipe                                           | Point(s)                                         |
| 1er                                              | Wout van Aert                                    | Belgique                                         | Team Visma \| Lease a Bike                       | 12                                               |
| 2e                                               | Josef Černý                                      | République tchèque                               | Soudal Quick-Step                                | 8                                                |
| 3e                                               | Darren Rafferty                                  | Irlande                                          | EF Education - EasyPost                          | 5                                                |
| 4e                                               | Xabier Mikel Azparren                            | Espagne                                          | Q36.5 Pro Cycling Team                           | 3                                                |
| 5e                                               | Jon Barrenetxea                                  | Espagne                                          | Movistar Team                                    | 1                                                |
| modifier                                         |                                                  |                                                  |                                                  |                                                  |

| Sprint intermédiaire Cavedine (km 139) | Sprint intermédiaire Cavedine (km 139) | Sprint intermédiaire Cavedine (km 139) | Sprint intermédiaire Cavedine (km 139) | Sprint intermédiaire Cavedine (km 139) |
| -------------------------------------- | -------------------------------------- | -------------------------------------- | -------------------------------------- | -------------------------------------- |
|                                        | Coureur                                | Pays                                   | Équipe                                 | Point(s)                               |
| 1er                                    | Dries De Bondt                         | Belgique                               | Decathlon AG2R La Mondiale Team        | 12                                     |
| 2e                                     | Wout van Aert                          | Belgique                               | Team Visma \| Lease a Bike             | 8                                      |
| 3e                                     | Gijs Leemreize                         | Pays-Bas                               | Team Picnic PostNL                     | 5                                      |
| 4e                                     | Fausto Masnada                         | Italie                                 | XDS Astana Team                        | 3                                      |
| 5e                                     | Lorenzo Germani                        | Italie                                 | Groupama - FDJ                         | 1                                      |
| modifier                               |                                        |                                        |                                        |                                        |

| \| Arrivée d'étape San Valentino (km 203) \| Arrivée d'étape San Valentino (km 203) \| Arrivée d'étape San Valentino (km 203) \| Arrivée d'étape San Valentino (km 203) \| Arrivée d'étape San Valentino (km 203) \| \| -------------------------------------- \| -------------------------------------- \| -------------------------------------- \| -------------------------------------- \| -------------------------------------- \| \| \| Coureur \| Pays \| Équipe \| Point(s) \| \| 1er \| Christian Scaroni \| Italie \| XDS Astana Team \| 15 \| \| 2e \| Lorenzo Fortunato \| Italie \| XDS Astana Team \| 12 \| \| 3e \| Giulio Pellizzari \| Italie \| Red Bull - BORA - hansgrohe \| 9 \| \| 4e \| Richard Carapaz \| Équateur \| EF Education - EasyPost \| 7 \| \| 5e \| Derek Gee \| Canada \| Israel - Premier Tech \| 6 \| \| 6e \| Jefferson Cepeda \| Équateur \| Movistar Team \| 5 \| \| 7e \| Michael Storer \| Australie \| Tudor Pro Cycling Team \| 4 \| \| 8e \| Simon Yates \| Grande-Bretagne \| Team Visma \\| Lease a Bike \| 3 \| \| 9e \| Gijs Leemreize \| Pays-Bas \| Team Picnic PostNL \| 2 \| \| 10e \| Yannis Voisard \| Suisse \| Tudor Pro Cycling Team \| 1 \| \| modifier \| \| \| \| \| |                   |                 |                             |          |
| Arrivée d'étape San Valentino (km 203) |                   |                 |                             |          |
| | Coureur           | Pays            | Équipe                      | Point(s) |
| 1er | Christian Scaroni | Italie          | XDS Astana Team             | 15       |
| 2e | Lorenzo Fortunato | Italie          | XDS Astana Team             | 12       |
| 3e | Giulio Pellizzari | Italie          | Red Bull - BORA - hansgrohe | 9        |
| 4e | Richard Carapaz   | Équateur        | EF Education - EasyPost     | 7        |
| 5e | Derek Gee         | Canada          | Israel - Premier Tech       | 6        |
| 6e | Jefferson Cepeda  | Équateur        | Movistar Team               | 5        |
| 7e | Michael Storer    | Australie       | Tudor Pro Cycling Team      | 4        |
| 8e | Simon Yates       | Grande-Bretagne | Team Visma \| Lease a Bike  | 3        |
| 9e | Gijs Leemreize    | Pays-Bas        | Team Picnic PostNL          | 2        |
| 10e | Yannis Voisard    | Suisse          | Tudor Pro Cycling Team      | 1        |
| modifier |                   |                 |                             |          |

### Points attribués pour le classement du meilleur grimpeur
| Carbonare (km 75,3) 2e catégorie (12,9 km à 4,9%) | Carbonare (km 75,3) 2e catégorie (12,9 km à 4,9%) | Carbonare (km 75,3) 2e catégorie (12,9 km à 4,9%) | Carbonare (km 75,3) 2e catégorie (12,9 km à 4,9%) | Carbonare (km 75,3) 2e catégorie (12,9 km à 4,9%) |
| ------------------------------------------------- | ------------------------------------------------- | ------------------------------------------------- | ------------------------------------------------- | ------------------------------------------------- |
|                                                   | Coureur                                           | Pays                                              | Équipe                                            | Point(s)                                          |
| 1er                                               | Lorenzo Fortunato                                 | Italie                                            | XDS Astana Team                                   | 18                                                |
| 2e                                                | Christian Scaroni                                 | Italie                                            | XDS Astana Team                                   | 8                                                 |
| 3e                                                | Lorenzo Germani                                   | Italie                                            | Groupama - FDJ                                    | 6                                                 |
| 4e                                                | Sylvain Moniquet                                  | Belgique                                          | Cofidis                                           | 4                                                 |
| 5e                                                | Simone Petilli                                    | Italie                                            | Intermarché - Wanty                               | 2                                                 |
| 6e                                                | Mattia Bais                                       | Italie                                            | Team Polti VisitMalta                             | 1                                                 |
| modifier                                          |                                                   |                                                   |                                                   |                                                   |

| Candriai (km 114,9) 1re catégorie (10,1 km à 7,5%) | Candriai (km 114,9) 1re catégorie (10,1 km à 7,5%) | Candriai (km 114,9) 1re catégorie (10,1 km à 7,5%) | Candriai (km 114,9) 1re catégorie (10,1 km à 7,5%) | Candriai (km 114,9) 1re catégorie (10,1 km à 7,5%) |
| -------------------------------------------------- | -------------------------------------------------- | -------------------------------------------------- | -------------------------------------------------- | -------------------------------------------------- |
|                                                    | Coureur                                            | Pays                                               | Équipe                                             | Point(s)                                           |
| 1er                                                | Lorenzo Fortunato                                  | Italie                                             | XDS Astana Team                                    | 40                                                 |
| 2e                                                 | Christian Scaroni                                  | Italie                                             | XDS Astana Team                                    | 18                                                 |
| 3e                                                 | Fausto Masnada                                     | Italie                                             | XDS Astana Team                                    | 12                                                 |
| 4e                                                 | Simone Petilli                                     | Italie                                             | Intermarché - Wanty                                | 9                                                  |
| 5e                                                 | Darren Rafferty                                    | Irlande                                            | EF Education - EasyPost                            | 6                                                  |
| 6e                                                 | Wout van Aert                                      | Belgique                                           | Team Visma \| Lease a Bike                         | 4                                                  |
| 7e                                                 | Lorenzo Germani                                    | Italie                                             | Groupama - FDJ                                     | 2                                                  |
| 8e                                                 | Jon Barrenetxea                                    | Espagne                                            | Movistar Team                                      | 1                                                  |
| modifier                                           |                                                    |                                                    |                                                    |                                                    |

| Santa Barbara (km 168,4) 1re catégorie (12,6 km à 8,3%) | Santa Barbara (km 168,4) 1re catégorie (12,6 km à 8,3%) | Santa Barbara (km 168,4) 1re catégorie (12,6 km à 8,3%) | Santa Barbara (km 168,4) 1re catégorie (12,6 km à 8,3%) | Santa Barbara (km 168,4) 1re catégorie (12,6 km à 8,3%) |
| ------------------------------------------------------- | ------------------------------------------------------- | ------------------------------------------------------- | ------------------------------------------------------- | ------------------------------------------------------- |
|                                                         | Coureur                                                 | Pays                                                    | Équipe                                                  | Point(s)                                                |
| 1er                                                     | Lorenzo Fortunato                                       | Italie                                                  | XDS Astana Team                                         | 40                                                      |
| 2e                                                      | Christian Scaroni                                       | Italie                                                  | XDS Astana Team                                         | 18                                                      |
| 3e                                                      | Gijs Leemreize                                          | Pays-Bas                                                | Team Picnic PostNL                                      | 12                                                      |
| 4e                                                      | Pello Bilbao                                            | Espagne                                                 | Bahrain - Victorious                                    | 9                                                       |
| 5e                                                      | Sylvain Moniquet                                        | Belgique                                                | Cofidis                                                 | 6                                                       |
| 6e                                                      | Jefferson Cepeda                                        | Équateur                                                | Movistar Team                                           | 4                                                       |
| 7e                                                      | Yannis Voisard                                          | Suisse                                                  | Tudor Pro Cycling Team                                  | 2                                                       |
| 8e                                                      | Simone Petilli                                          | Italie                                                  | Intermarché - Wanty                                     | 1                                                       |
| modifier                                                |                                                         |                                                         |                                                         |                                                         |

| San Valentino (km 203) 1re catégorie (18,1 km à 6,2%) | San Valentino (km 203) 1re catégorie (18,1 km à 6,2%) | San Valentino (km 203) 1re catégorie (18,1 km à 6,2%) | San Valentino (km 203) 1re catégorie (18,1 km à 6,2%) | San Valentino (km 203) 1re catégorie (18,1 km à 6,2%) |
| ----------------------------------------------------- | ----------------------------------------------------- | ----------------------------------------------------- | ----------------------------------------------------- | ----------------------------------------------------- |
|                                                       | Coureur                                               | Pays                                                  | Équipe                                                | Point(s)                                              |
| 1er                                                   | Christian Scaroni                                     | Italie                                                | XDS Astana Team                                       | 50                                                    |
| 2e                                                    | Lorenzo Fortunato                                     | Italie                                                | XDS Astana Team                                       | 26                                                    |
| 3e                                                    | Giulio Pellizzari                                     | Italie                                                | Red Bull - BORA - hansgrohe                           | 16                                                    |
| 4e                                                    | Richard Carapaz                                       | Équateur                                              | EF Education - EasyPost                               | 9                                                     |
| 5e                                                    | Derek Gee                                             | Canada                                                | Israel - Premier Tech                                 | 6                                                     |
| 6e                                                    | Jefferson Cepeda                                      | Équateur                                              | Movistar Team                                         | 4                                                     |
| 7e                                                    | Michael Storer                                        | Australie                                             | Tudor Pro Cycling Team                                | 2                                                     |
| 8e                                                    | Simon Yates                                           | Grande-Bretagne                                       | Team Visma \| Lease a Bike                            | 1                                                     |
| modifier                                              |                                                       |                                                       |                                                       |                                                       |

### Points attribués pour le classement des sprints intermédiaires
| \| Red Bull KM Sprint Brentonico (km 192,7) \| Red Bull KM Sprint Brentonico (km 192,7) \| Red Bull KM Sprint Brentonico (km 192,7) \| Red Bull KM Sprint Brentonico (km 192,7) \| Red Bull KM Sprint Brentonico (km 192,7) \| \| ---------------------------------------- \| ---------------------------------------- \| ---------------------------------------- \| ---------------------------------------- \| ---------------------------------------- \| \| \| Coureur \| Pays \| Équipe \| Point(s) \| \| 1er \| Christian Scaroni \| Italie \| XDS Astana Team \| 15 \| \| 2e \| Jefferson Cepeda \| Équateur \| Movistar Team \| 8 \| \| 3e \| Lorenzo Fortunato \| Italie \| XDS Astana Team \| 5 \| \| 4e \| Yannis Voisard \| Suisse \| Tudor Pro Cycling Team \| 3 \| \| 5e \| Gijs Leemreize \| Pays-Bas \| Team Picnic PostNL \| 1 \| \| modifier \| \| \| \| \| |                   |          |                        |          |
| Red Bull KM Sprint Brentonico (km 192,7) |                   |          |                        |          |
| | Coureur           | Pays     | Équipe                 | Point(s) |
| 1er | Christian Scaroni | Italie   | XDS Astana Team        | 15       |
| 2e | Jefferson Cepeda  | Équateur | Movistar Team          | 8        |
| 3e | Lorenzo Fortunato | Italie   | XDS Astana Team        | 5        |
| 4e | Yannis Voisard    | Suisse   | Tudor Pro Cycling Team | 3        |
| 5e | Gijs Leemreize    | Pays-Bas | Team Picnic PostNL     | 1        |
| modifier |                   |          |                        |          |

### Bonifications
|   | Coureur           | Pays     | Équipe          | Secondes |
| - | ----------------- | -------- | --------------- | -------- |
| 1 | Christian Scaroni | Italie   | XDS Astana Team | 6 s      |
| 2 | Jefferson Cepeda  | Équateur | Movistar Team   | 4 s      |
| 3 | Lorenzo Fortunato | Italie   | XDS Astana Team | 2 s      |

|   | Coureur           | Pays   | Équipe                      | Secondes |
| - | ----------------- | ------ | --------------------------- | -------- |
| 1 | Christian Scaroni | Italie | XDS Astana Team             | 10 s     |
| 2 | Lorenzo Fortunato | Italie | XDS Astana Team             | 6 s      |
| 3 | Giulio Pellizzari | Italie | Red Bull - BORA - hansgrohe | 4 s      |

## Classements à l'issue de l'étape

### Classement général
| \| Classement général \| Classement général \| Classement général \| Classement général \| Classement général \| \| Coureur \| Coureur \| Pays \| Équipe \| Temps \| \| ------------------ \| ------------------ \| ------------------ \| -------------------------- \| ------------------ \| \| 1er \| Isaac Del Toro \| Mexique \| UAE Team Emirates XRG \| 61 h 31 min 56 s \| \| 2e \| Simon Yates \| Royaume-Uni \| Team Visma \\| Lease a Bike \| + 26 s \| \| 3e \| Richard Carapaz \| Équateur \| EF Education-EasyPost \| + 31 s \| \| 4e \| Derek Gee \| Canada \| Israel-Premier Tech \| + 1 min 31 s \| \| 5e \| Damiano Caruso \| Italie \| Bahrain Victorious \| + 2 min 40 s \| \| 6e \| Egan Bernal \| Colombie \| Ineos Grenadiers \| + 3 min 23 s \| \| 7e \| Michael Storer \| Australie \| Tudor Pro Cycling Team \| + 3 min 31 s \| \| 8e \| Antonio Tiberi \| Italie \| Bahrain Victorious \| + 4 min 07 s \| \| 9e \| Giulio Pellizzari \| Italie \| Red Bull-Bora-Hansgrohe \| + 4 min 36 s \| \| 10e \| Adam Yates \| Royaume-Uni \| UAE Team Emirates XRG \| + 5 min 08 s \| |                   |             |                            |                  |
| |                   |             |                            |                  |
| Source : ProCyclingStats |                   |             |                            |                  |
| Classement général |                   |             |                            |                  |
| Coureur | Coureur           | Pays        | Équipe                     | Temps            |
| 1er | Isaac Del Toro    | Mexique     | UAE Team Emirates XRG      | 61 h 31 min 56 s |
| 2e | Simon Yates       | Royaume-Uni | Team Visma \| Lease a Bike | + 26 s           |
| 3e | Richard Carapaz   | Équateur    | EF Education-EasyPost      | + 31 s           |
| 4e | Derek Gee         | Canada      | Israel-Premier Tech        | + 1 min 31 s     |
| 5e | Damiano Caruso    | Italie      | Bahrain Victorious         | + 2 min 40 s     |
| 6e | Egan Bernal       | Colombie    | Ineos Grenadiers           | + 3 min 23 s     |
| 7e | Michael Storer    | Australie   | Tudor Pro Cycling Team     | + 3 min 31 s     |
| 8e | Antonio Tiberi    | Italie      | Bahrain Victorious         | + 4 min 07 s     |
| 9e | Giulio Pellizzari | Italie      | Red Bull-Bora-Hansgrohe    | + 4 min 36 s     |
| 10e | Adam Yates        | Royaume-Uni | UAE Team Emirates XRG      | + 5 min 08 s     |

### Classement par points
| Classement par points | Classement par points | Classement par points | Classement par points      | Classement par points |
| Coureur               | Coureur               | Pays                  | Équipe                     | Points                |
| --------------------- | --------------------- | --------------------- | -------------------------- | --------------------- |
| 1er                   | Mads Pedersen         | Danemark              | Lidl-Trek                  | 240 pts               |
| 2e                    | Olav Kooij            | Pays-Bas              | Team Visma \| Lease a Bike | 135 pts               |
| 3e                    | Wout van Aert         | Belgique              | Team Visma \| Lease a Bike | 98 pts                |
| 4e                    | Casper van Uden       | Pays-Bas              | Team Picnic-PostNL         | 88 pts                |
| 5e                    | Isaac Del Toro        | Mexique               | UAE Team Emirates XRG      | 80 pts                |
| 6e                    | Orluis Aular          | Venezuela             | Movistar Team              | 67 pts                |
| 7e                    | Alessandro Tonelli    | Italie                | Team Polti VisitMalta      | 64 pts                |
| 8e                    | Kaden Groves          | Australie             | Alpecin-Deceuninck         | 63 pts                |
| 9e                    | Dries De Bondt        | Belgique              | Decathlon-AG2R La Mondiale | 63 pts                |
| 10e                   | Kasper Asgreen        | Danemark              | EF Education-EasyPost      | 60 pts                |

### Classement de la montagne
| Classement de la montagne | Classement de la montagne | Classement de la montagne | Classement de la montagne     | Classement de la montagne |
| Coureur                   | Coureur                   | Pays                      | Équipe                        | Points                    |
| ------------------------- | ------------------------- | ------------------------- | ----------------------------- | ------------------------- |
| 1er                       | Lorenzo Fortunato         | Italie                    | XDS Astana Team               | 319 pts                   |
| 2e                        | Christian Scaroni         | Italie                    | XDS Astana Team               | 125 pts                   |
| 3e                        | Juan Ayuso                | Espagne                   | UAE Team Emirates XRG         | 54 pts                    |
| 4e                        | Manuele Tarozzi           | Italie                    | VF Group-Bardiani CSF-Faizanè | 50 pts                    |
| 5e                        | Pello Bilbao              | Espagne                   | Bahrain Victorious            | 38 pts                    |
| 6e                        | Paul Double               | Royaume-Uni               | Team Jayco AlUla              | 36 pts                    |
| 7e                        | Sylvain Moniquet          | Belgique                  | Cofidis                       | 32 pts                    |
| 8e                        | Isaac Del Toro            | Mexique                   | UAE Team Emirates XRG         | 31 pts                    |
| 9e                        | Richard Carapaz           | Équateur                  | EF Education-EasyPost         | 28 pts                    |
| 10e                       | Nairo Quintana            | Colombie                  | Movistar Team                 | 28 pts                    |

### Classement du meilleur jeune
| Classement du meilleur jeune | Classement du meilleur jeune | Classement du meilleur jeune | Classement du meilleur jeune | Classement du meilleur jeune |
| Coureur                      | Coureur                      | Pays                         | Équipe                       | Temps                        |
| ---------------------------- | ---------------------------- | ---------------------------- | ---------------------------- | ---------------------------- |
| 1er                          | Isaac Del Toro               | Mexique                      | UAE Team Emirates XRG        | 61 h 31 min 56 s             |
| 2e                           | Antonio Tiberi               | Italie                       | Bahrain Victorious           | + 4 min 07 s                 |
| 3e                           | Giulio Pellizzari            | Italie                       | Red Bull-Bora-Hansgrohe      | + 4 min 36 s                 |
| 4e                           | Davide Piganzoli             | Italie                       | Team Polti VisitMalta        | + 7 min 19 s                 |
| 5e                           | Max Poole                    | Royaume-Uni                  | Team Picnic-PostNL           | + 7 min 34 s                 |
| 6e                           | Juan Ayuso                   | Espagne                      | UAE Team Emirates XRG        | + 13 min 27 s                |
| 7e                           | Embret Svestad-Bårdseng      | Norvège                      | Arkéa-B&B Hotels             | + 23 min 09 s                |
| 8e                           | Marco Frigo                  | Italie                       | Israel-Premier Tech          | + 41 min 55 s                |
| 9e                           | Edoardo Zambanini            | Italie                       | Bahrain Victorious           | + 52 min 01 s                |
| 10e                          | Martin Tjøtta                | Norvège                      | Arkéa-B&B Hotels             | + 1 h 03 min 33 s            |

### Classement par équipes
| Classement par équipes | Classement par équipes     | Classement par équipes | Classement par équipes |
| Équipe                 | Équipe                     | Pays                   | Temps                  |
| ---------------------- | -------------------------- | ---------------------- | ---------------------- |
| 1re                    | UAE Team Emirates XRG      | Émirats arabes unis    | 184 h 38 min 55 s      |
| 2e                     | Bahrain-Victorious         | Bahreïn                | + 29 min 13 s          |
| 3e                     | XDS Astana Team            | Kazakhstan             | + 33 min 14 s          |
| 4e                     | Movistar Team              | Espagne                | + 46 min 43 s          |
| 5e                     | Team Visma \| Lease a Bike | Pays-Bas               | + 1 h 00 min 52 s      |
| 6e                     | Ineos Grenadiers           | Royaume-Uni            | + 1 h 05 min 31 s      |
| 7e                     | Tudor Pro Cycling Team     | Suisse                 | + 1 h 16 min 34 s      |
| 8e                     | Red Bull-BORA-hansgrohe    | Allemagne              | + 1 h 27 min 44 s      |
| 9e                     | EF Education-EasyPost      | États-Unis             | + 1 h 29 min 50 s      |
| 10e                    | Team Picnic-PostNL         | Pays-Bas               | + 1 h 44 min 32 s      |

## Abandons
- 1 -  Primož Roglič (Red Bull-Bora-Hansgrohe) : abandon
- 41 -  Milan Fretin (Cofidis) : non-partant
- 87 -  Joshua Tarling (Ineos Grenadiers) : abandon
- 148 -  Paul Magnier (Soudal Quick-Step) : non-partant
- 215 -  Alessio Martinelli (VF Group-Bardiani CSF-Faizané) : abandon

## Sanctions
| Coureur                                 | Équipe                  | Sanctions            | Raison |
| --------------------------------------- | ----------------------- | -------------------- | --- |
| Kurt Bogaerts (Directeur sportif)       | Q36.5 Pro Cycling Team  | · 1000 CHF d'amende. | Art. 2.12.007 4.9 "Suiveur se tenant en dehors d’un véhicule ou tenant prêt du matériel en dehors du véhicule. Dépannage irrégulier d’un coureur au sein d’une même équipe." |
| Gorka Gerrikagoitia (Directeur sportif) | Cofidis                 | · 1000 CHF d'amende. | Art. 2.12.007 4.9 "Suiveur se tenant en dehors d’un véhicule ou tenant prêt du matériel en dehors du véhicule. Dépannage irrégulier d’un coureur au sein d’une même équipe." |
|                                         | Cofidis                 | 500 CHF d'amende.    | Art. 2.12.007 4.9 "Suiveur se tenant en dehors d’un véhicule ou tenant prêt du matériel en dehors du véhicule. Dépannage irrégulier d’un coureur au sein d’une même équipe." |
|                                         | Groupama - FDJ          | 200 CHF d'amende.    | Art. 2.12.007 4.12 "Non-respect de l’article 2.3.025 par un assistant." |
|                                         | EF Education - EasyPost | 200 CHF d'amende.    | Art. 2.12.007 4.12 "Non-respect de l’article 2.3.025 par un assistant." |
|                                         | Q36.5 Pro Cycling Team  | 500 CHF d'amende.    | Art. 2.12.007 4.9 "Suiveur se tenant en dehors d’un véhicule ou tenant prêt du matériel en dehors du véhicule. Dépannage irrégulier d’un coureur au sein d’une même équipe." |